# Aguilar de Campoo
Aguilar de Campoo es un municipio y localidad española de la provincia de Palencia, en la comunidad autónoma de Castilla y León. Su término municipal cuenta con una población de 6823 habitantes (INE 2024). Es conocido por su industria galletera y porque en él se encuentra el embalse de Aguilar.  
Es una de las localidades del Camino de Santiago del Norte: Ruta del Besaya. Allí se cruza con el trazado del Camino Olvidado de Santiago. Desde 2017, el municipio se encuentra incluido en el Geoparque Las Loras, el primer geoparque de la Unesco en Castilla y León.

## Toponimia
El topónimo Campoo proviene del topónimo latino Campodium. Campoo es el territorio que ocupan los municipios de Hermandad de Campoo de Suso, Campoo de Enmedio y Campoo de Yuso y Reinosa, en la comunidad autónoma de Cantabria. La razón por la que Aguilar incluye en su nombre el topónimo Campoo a pesar de no encontrarse en el territorio tradicional del valle de Campoo se debe a que durante la Edad Media la Merindad de Aguilar de Campoo incluyó en su territorio a las Hermandades del Valle cántabro de Campoo anteriormente mencionadas, que después se desgajarían de esta formando la Merindad menor de Campoo. Por otro lado el término Aguilar puede hacer referencia a la antigua colonia de águilas presentes en la zona, o a la agreste configuración rocosa de la montaña en que se alza su castillo defensivo.

## Geografía

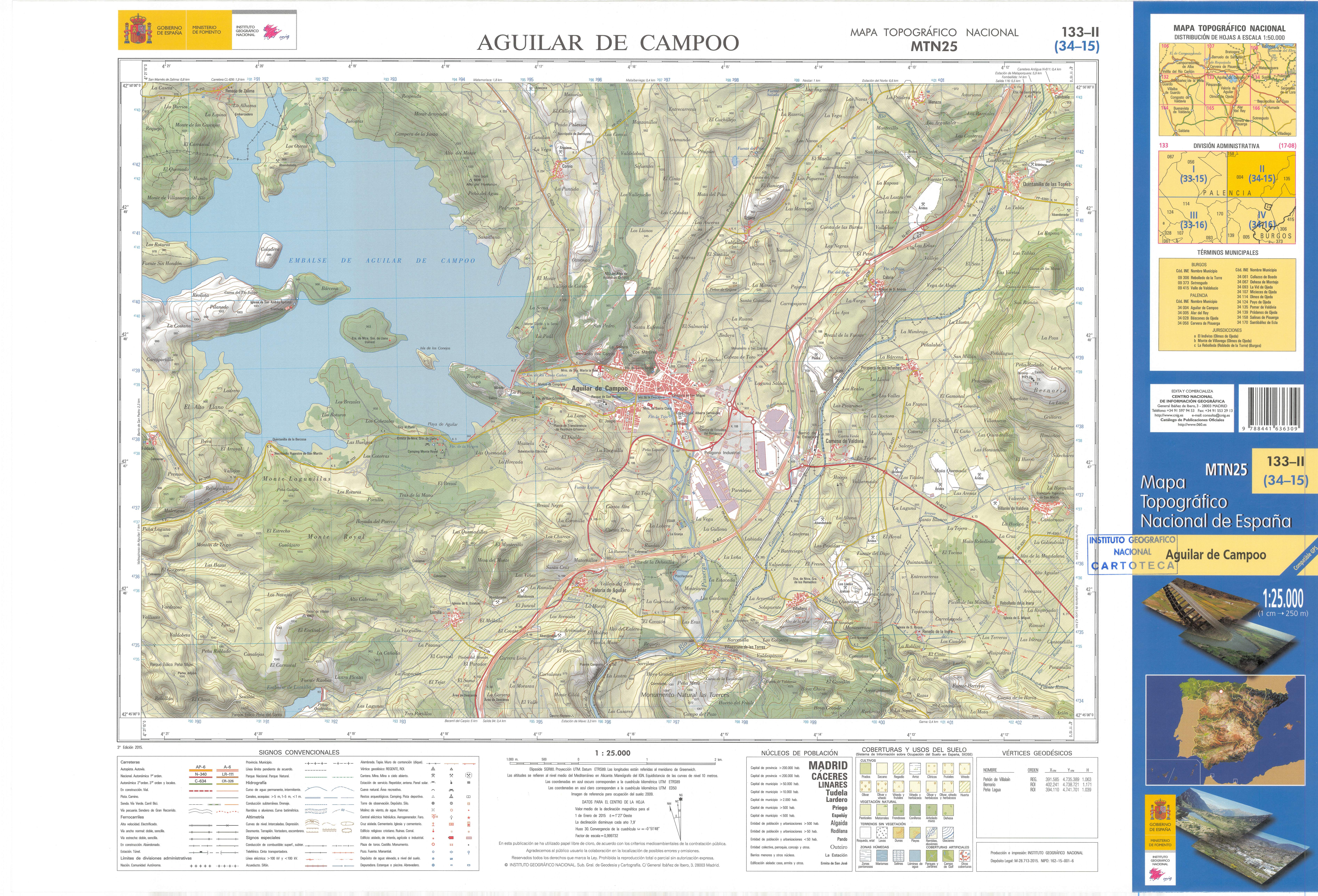
Fragmento de la hoja 133 del Mapa Topográfico Nacional de España de 2015 en el que se representa Aguilar de Campoo

Está a una distancia de 99 km de Palencia, capital de la provincia, a 80 km de Burgos y a 102 km de Santander (Cantabria). Se encuentra en la ribera del río Pisuerga, en la comarca de la Montaña Palentina e inmersa en el territorio histórico de la Merindad de Campoo.

### Municipios limítrofes
- Barruelo de Santullán
- Berzosilla
- Brañosera
- Pomar de Valdivia
- Salinas de Pisuerga
- Valdeolea
- Valderredible

### Clima
Aguilar de Campoo tiene un clima Csb (templado con verano seco y templado) según la clasificación climática de Köppen.
| Parámetros climáticos promedio de Aguilar de Campoo (Pantano) en el periodo 1961-2003 | Parámetros climáticos promedio de Aguilar de Campoo (Pantano) en el periodo 1961-2003 | Parámetros climáticos promedio de Aguilar de Campoo (Pantano) en el periodo 1961-2003 | Parámetros climáticos promedio de Aguilar de Campoo (Pantano) en el periodo 1961-2003 | Parámetros climáticos promedio de Aguilar de Campoo (Pantano) en el periodo 1961-2003 | Parámetros climáticos promedio de Aguilar de Campoo (Pantano) en el periodo 1961-2003 | Parámetros climáticos promedio de Aguilar de Campoo (Pantano) en el periodo 1961-2003 | Parámetros climáticos promedio de Aguilar de Campoo (Pantano) en el periodo 1961-2003 | Parámetros climáticos promedio de Aguilar de Campoo (Pantano) en el periodo 1961-2003 | Parámetros climáticos promedio de Aguilar de Campoo (Pantano) en el periodo 1961-2003 | Parámetros climáticos promedio de Aguilar de Campoo (Pantano) en el periodo 1961-2003 | Parámetros climáticos promedio de Aguilar de Campoo (Pantano) en el periodo 1961-2003 | Parámetros climáticos promedio de Aguilar de Campoo (Pantano) en el periodo 1961-2003 | Parámetros climáticos promedio de Aguilar de Campoo (Pantano) en el periodo 1961-2003 |
| Mes | Ene.                                                                                  | Feb.                                                                                  | Mar.                                                                                  | Abr.                                                                                  | May.                                                                                  | Jun.                                                                                  | Jul.                                                                                  | Ago.                                                                                  | Sep.                                                                                  | Oct.                                                                                  | Nov.                                                                                  | Dic.                                                                                  | Anual                                                                                 |
| --- | ------------------------------------------------------------------------------------- | ------------------------------------------------------------------------------------- | ------------------------------------------------------------------------------------- | ------------------------------------------------------------------------------------- | ------------------------------------------------------------------------------------- | ------------------------------------------------------------------------------------- | ------------------------------------------------------------------------------------- | ------------------------------------------------------------------------------------- | ------------------------------------------------------------------------------------- | ------------------------------------------------------------------------------------- | ------------------------------------------------------------------------------------- | ------------------------------------------------------------------------------------- | ------------------------------------------------------------------------------------- |
| Temp. máx. media (°C) | 6.4                                                                                   | 7.6                                                                                   | 11.7                                                                                  | 14.2                                                                                  | 18.4                                                                                  | 22.5                                                                                  | 26                                                                                    | 26                                                                                    | 22.8                                                                                  | 17.5                                                                                  | 10.2                                                                                  | 6.6                                                                                   | 15.8                                                                                  |
| Temp. media (°C) | 2.2                                                                                   | 3                                                                                     | 6.3                                                                                   | 8.5                                                                                   | 11.7                                                                                  | 15.2                                                                                  | 17.7                                                                                  | 17.8                                                                                  | 15.4                                                                                  | 11.2                                                                                  | 5.4                                                                                   | 2.7                                                                                   | 9.8                                                                                   |
| Temp. mín. media (°C) | -2.1                                                                                  | -1.7                                                                                  | 0.9                                                                                   | 2.8                                                                                   | 5                                                                                     | 7.9                                                                                   | 9.4                                                                                   | 9.6                                                                                   | 8                                                                                     | 4.9                                                                                   | 0.6                                                                                   | -1.3                                                                                  | 3.7                                                                                   |
| Precipitación total (mm) | 78.4                                                                                  | 57.6                                                                                  | 44.2                                                                                  | 65.1                                                                                  | 61.9                                                                                  | 47.6                                                                                  | 28.7                                                                                  | 26.0                                                                                  | 43.0                                                                                  | 64.6                                                                                  | 81.1                                                                                  | 74.6                                                                                  | 672.8                                                                                 |
| Fuente: Ministerio de Agricultura, Alimentación y Medio Ambiente. Datos de precipitación para el periodo 1961-2003 y de temperatura para el periodo 1961-2003 en Aguilar de Campoo 4 de octubre de 2012 |                                                                                       |                                                                                       |                                                                                       |                                                                                       |                                                                                       |                                                                                       |                                                                                       |                                                                                       |                                                                                       |                                                                                       |                                                                                       |                                                                                       |                                                                                       |

## Historia

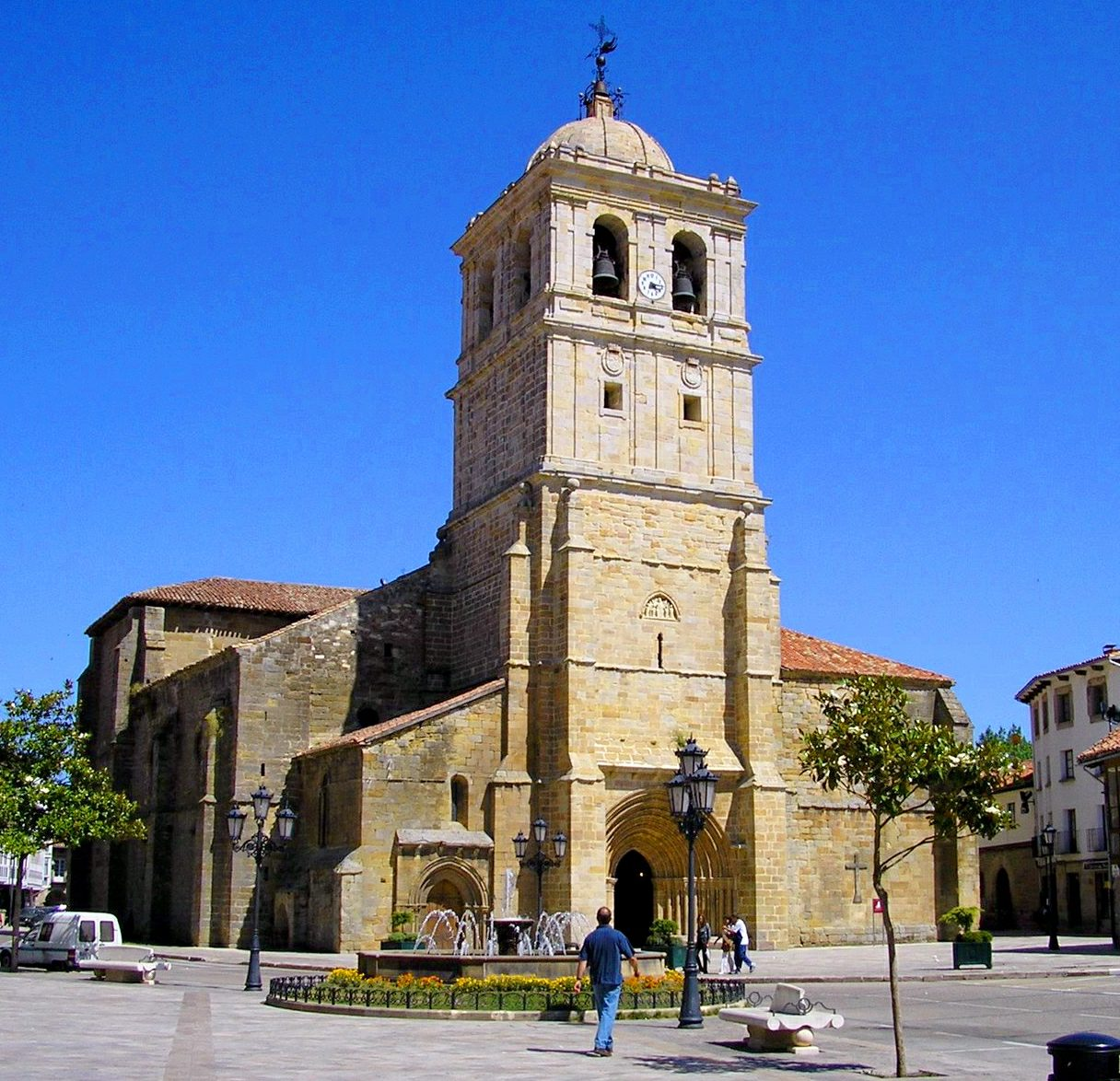
Colegiata de San Miguel

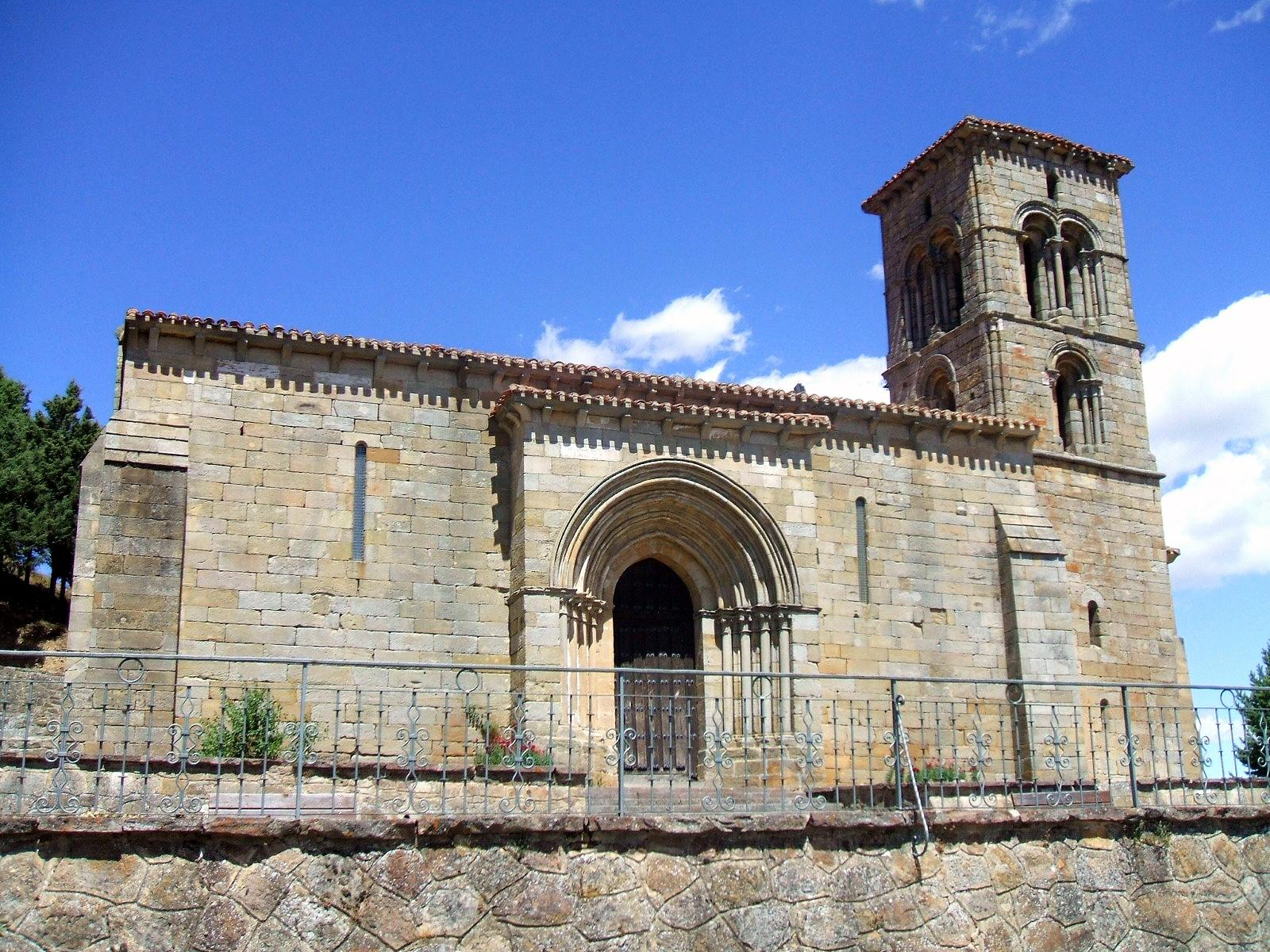
Iglesia de Santa Cecilia

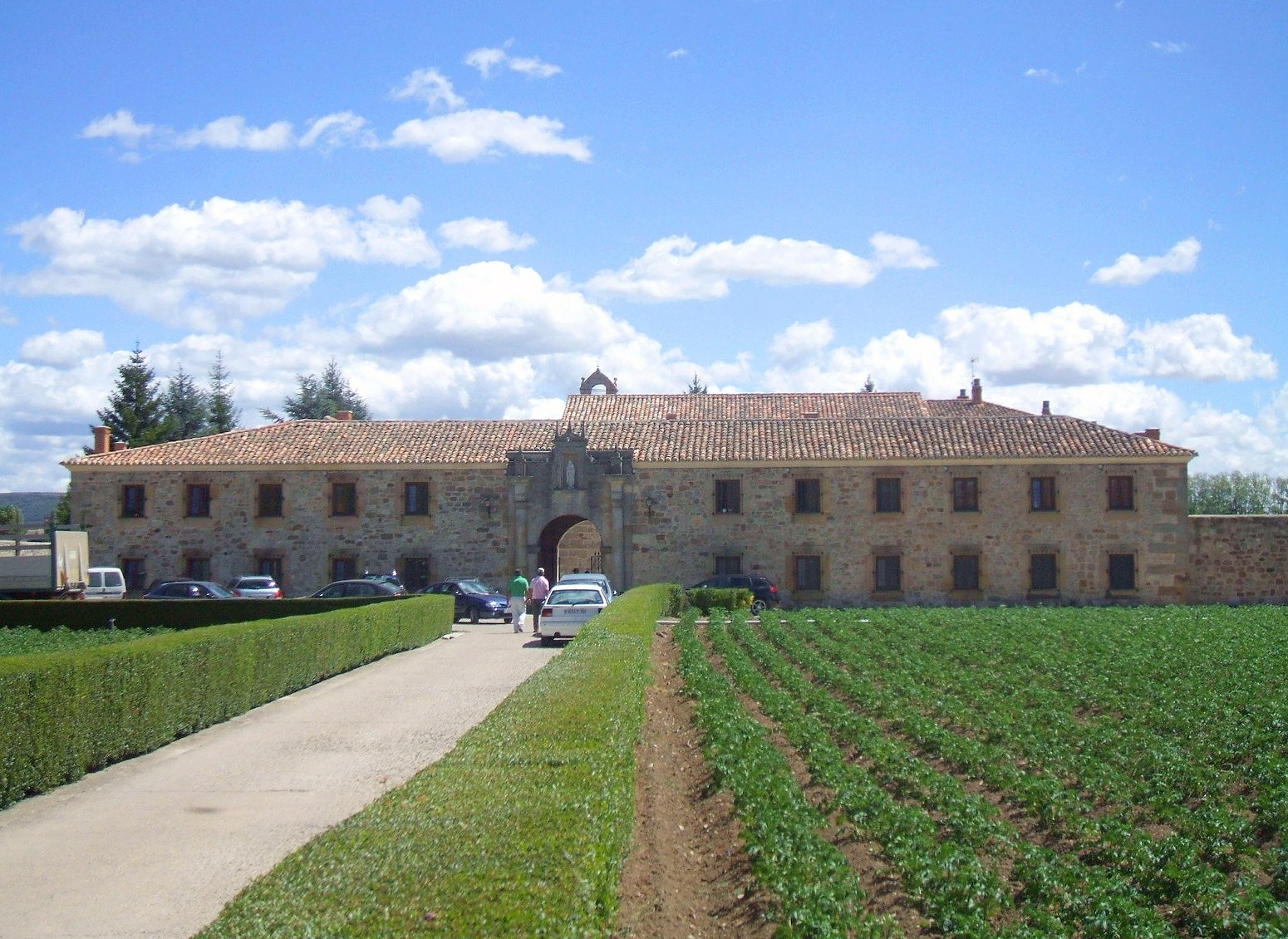
Monasterio de Santa Clara

Lugar poblado por cántabros, romanos y visigodos fue baluarte en la dominación árabe (de esta época solo quedan los nombres de algunos pueblos: Cordovilla, Zalima...) y villa de gran importancia en la Edad Media.
El 14 de mayo de 1255, siendo rey Alfonso X el Sabio y estando este en Aguilar, la declaró Villa Realenga y señaló sus términos. Este fue el Primer Fuero Real de Castilla (después sería Sahagún), que actualmente forma parte de los fondos del museo de la Hispanic Society of America (catálogo de 1953). La villa permanecería con este privilegio hasta 1332.
Fue, desde entonces, cabecera de la Meryndat de Aguylar de Canpo, una división administrativa de la Corona de Castilla, vigente durante la Edad Media, cuya descripción figura en el libro Becerro de las Behetrías de Castilla redactado por las Cortes de Valladolid de 1351, cuando el estamento de los hidalgos solicitó al rey Pedro I la desaparición de las behetrías mediante su conversión en tierras solariegas. Esta merindad era una de las más extensas y pobladas de Castilla y contaba con 262 localidades, actualmente repartidas entre las provincias de Palencia, Cantabria y Burgos. Su alfoz contaba con 34 aldeas.
Pedro de Aguilar, hijo ilegítimo del rey Alfonso XI el Justiciero y de Leonor de Guzmán, fue titular del señorío de Aguilar entre 1332 y 1338, y de los términos de Liébana y La Pernía, pero habiendo fallecido este infante siendo aún niño y sin descendencia, el Señorío de Aguilar de Campoo fue vuelto a conceder por el mismo rey Alfonso XI a otro de sus hijos, el infante Tello de Castilla el 10 de febrero de 1339, que fue Conde de Vizcaya, Señor de Aguilar de Campoo, de Castañeda y de Lara, y fundador de las villas de Marquina, Elorrio, y Guernica. Conservó este príncipe el Señorío de Aguilar de Campoo hasta su muerte en 1370, año en que la soberanía sobre el señorío de Vizcaya fue asumida definitivamente por los reyes de Castilla. Sin embargo, tanto el Señorío de Aguilar de Campoo como el de Castañeda fueron confirmados por los sucesivos reyes de Castilla a los descendientes de Tello, siendo por tanto dicho infante el progenitor de la casa de los marqueses de Aguilar de Campoo.
En 1480, los Reyes Católicos instituyeron el marquesado de Aguilar de Campoo (uno de los más antiguos marquesados de España) en la persona del tataranieto del infante Don Tello, Don Garci V Fernández Manrique de Lara, I Marqués de Aguilar de Campoo, III Conde de Castañeda y de Buelna y Chanciller Mayor de Castilla. Desde entonces, la historia de Aguilar discurre a vida y obra de sus marqueses hasta la desaparición del Antiguo Régimen en el siglo XIX.
El título de marqués de Aguilar de Campoo fue distinguido en 1520 con la dignidad de grande de España, la más alta distinción nobiliaria europea, que otorga a sus titulares la condición de primos del rey y el tratamiento de Excelencia así como el derecho a permanecer con la cabeza cubierta en presencia del monarca.
En octubre de 1517 permaneció por primera vez en Aguilar de Campoo, en el Palacio de los Marqueses, el rey Carlos I y futuro Emperador Carlos V y su hermana Doña Leonor, donde fueron recibidos y agasajados por la nobleza en su primer viaje a España para tomar posesión de la herencia de sus abuelos los Reyes Católicos.
Tras ser elegido Emperador, Carlos V desembarcó en Laredo (Cantabria) a su retorno de Alemania y se quedó por segunda vez en Aguilar de Campoo en julio de 1522. Durante esta estancia visitó el sepulcro de Bernardo del Carpio, valiente y esforzado caballero, vencedor de la batalla de Roncesvalles, que estaba situado junto al Monasterio de Santa María la Real, llevándose su espada, la cual se encuentra actualmente en la Real Armería de Madrid.
El 10 de agosto de 1519 partió de Sevilla la expedición de Magallanes, junto a Juan Sebastián Elcano y 236 marineros para dar la primera vuelta al mundo. Uno de los 30 supervivientes que regresaron el 6 de septiembre de 1522 fue Juan Martín, natural de Aguilar de Campoo, a quien la Villa tiene dedicada una de sus plazas.
La mejor fuente para conocer Aguilar en el siglo XVIII es el Catastro del Marqués de la Ensenada. En esa época su principal riqueza la constituían la agricultura y la industria harinera, con siete molinos, de los que cuatro pertenecían a Santa María La Real, uno al capitán Malla, uno al Turruntero y el llamado posteriormente de la Fábrica de Harinas que pertenecía a la marquesa de Aguilar, y varios batanes para pisar paño y ropa.
A la caída del Antiguo Régimen la localidad se constituyó en municipio constitucional, conocido entonces como Aguilar de Campó en el partido de Cervera de Pisuerga, que en el censo de 1842 contaba con 186 hogares y 967 vecinos.
A principios del siglo XIX, Aguilar de Campoo también sufrió las consecuencias de la invasión francesa, sobre todo el Monasterio de Santa Clara, que fue quemado por las tropas napoleónicas.
Entre 1528 y 1804 el municipio se encontraba en la provincia de Toro dentro del partido de Palencia. Con la división provincial de Miguel Cayetano Soler se integra en la provincia de Palencia, desapareciendo la de Toro que queda tripartita en torno a las ciudades de Toro, Carrión de los Condes y Reinosa. Los dos últimos partidos citados con separaciones y anexiones, por lo que a finales del Antiguo Régimen la provincia de Palencia aparecía configurada con dos demarcaciones: la demarcación pequeña y la demarcación grande que los incluye a partir de 1804. En 1833 con la división provincial de Javier de Burgos, bajo Isabel II, Aguilar de Campoo también es incluida dentro de la provincia de Palencia.
En 1921, Miguel de Unamuno visitó Aguilar y escribió un artículo sobre la villa que incluiría en su libro Andanzas y visiones españolas.
Entre los años 1950 y 1960 se construyó el embalse de Aguilar, inaugurándose en 1963.
Como consecuencia del despoblamiento del medio rural, en los años 1970 anexionaron los siguientes siete municipios:
| - Barrio de San Pedro, - Corvio, | - Cozuelos de Ojeda, - Nestar, | - Valdegama, - Valoria de Aguilar | - Villanueva de Henares. |  |

## Demografía
Cuenta con una población de 6823 habitantes (INE 2024).
| Gráfica de evolución demográfica de Aguilar de Campoo entre 1842 y 2021 |
| |
| Población de derecho según los censos de población del INE Población de hecho según los censos de población del INEEn 1970 crece el término del municipio porque incorpora a Valdegama, Valoria de Aguilar y Corvio En 1976 incorpora a barrio de San Pedro. En 1977 incorpora a Cozuelos de Ojeda, Nestar y Villanueva de Henares |

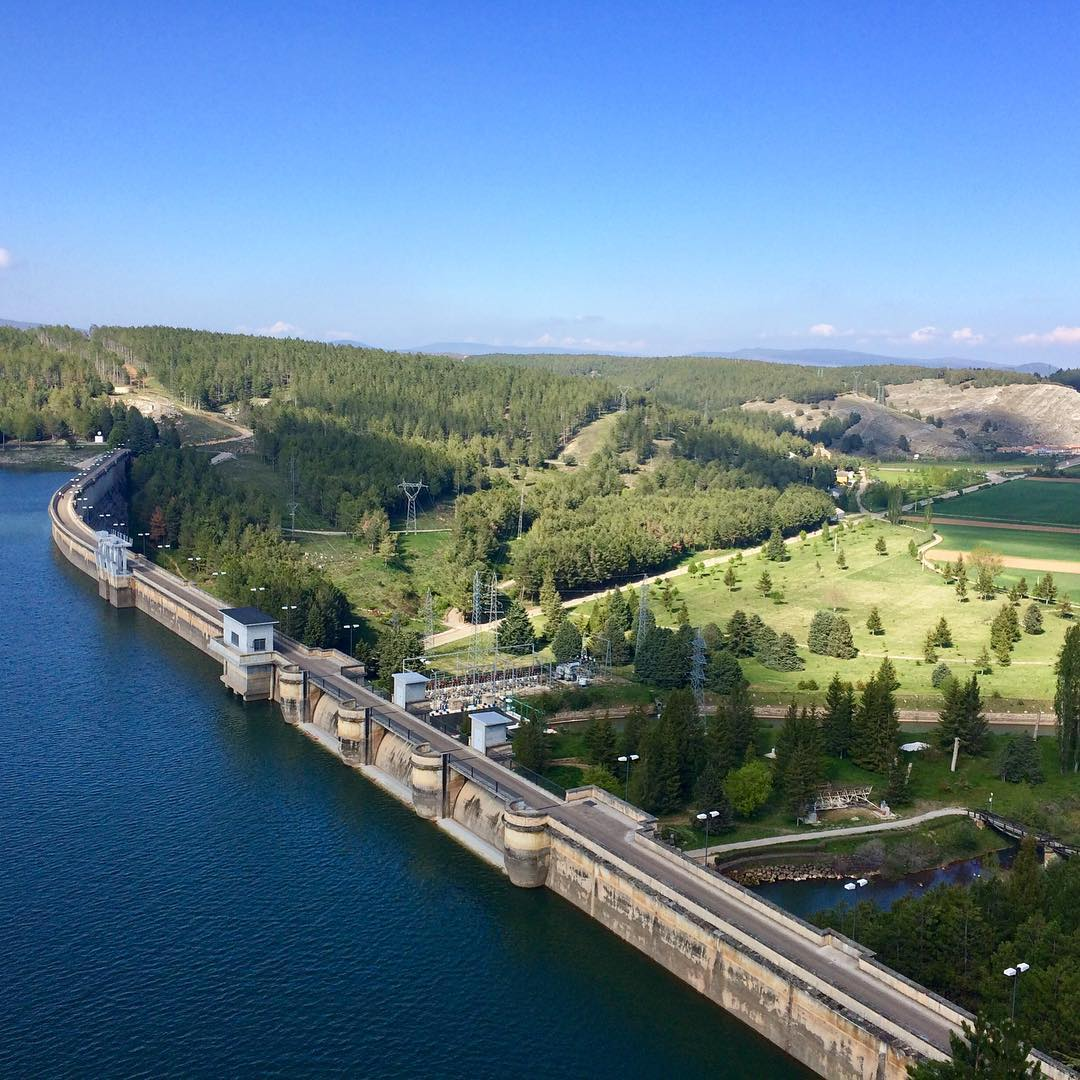
Presa de Aguilar de Campoo

A 1 de enero de 2017, el municipio de Aguilar de Campoo contaba con 6916 habitantes, perteneciendo 6201 habitantes al pueblo de Aguilar y el resto repartidos por las demás localidades que comprende el municipio.

## Economía

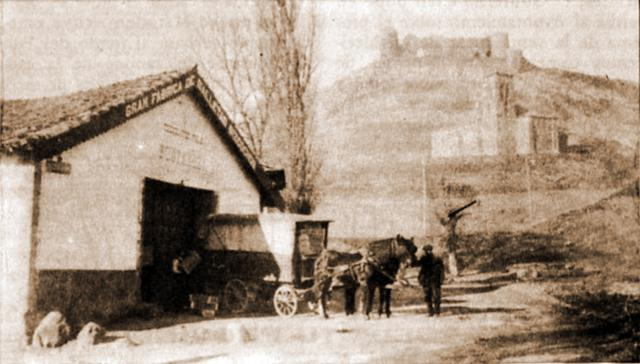
La primitiva fábrica de Galletas Fontaneda, hacia 1920. Al fondo se pueden apreciar la iglesia de Santa Cecilia y el castillo de Aguilar de Campoo

En la historia más reciente cabe destacar la industria galletera en la villa. En la década de 1960 hubo en Aguilar cinco fábricas de galletas: Gullón, Ruvil, Fontaneda, Tefe y Fontibre, hasta el punto de que 9 de cada 10 galletas que se consumían en España salían de las galleteras aguilarenses.
En la actualidad existen dos fábricas galleteras en la villa: Galletas Gullón 1, Galletas Gullón 2.
En los últimos años se han puesto en marcha dos nuevas fábricas de alimentación que se unen a las ya existentes: una perteneciente a Grupo Siro, dedicada a la fabricación de galletas, cereales para el desayuno y barritas de cereal y otra perteneciente a Gullón - llamada VIDA - donde se elaboran productos dietéticos y saludables.

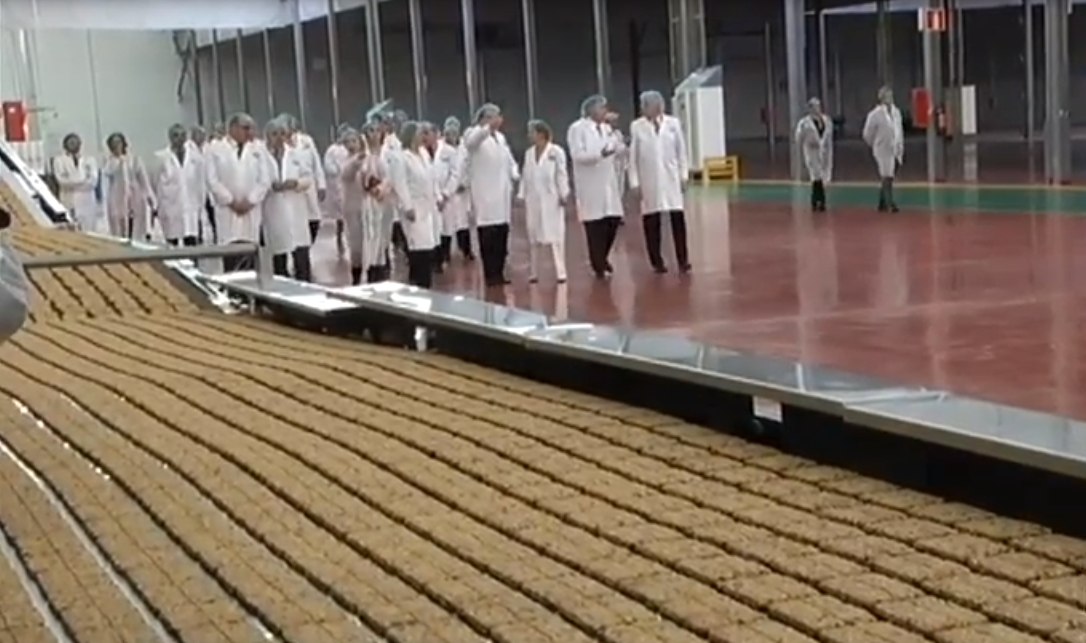
Fábrica de galletas de Gullón en Aguilar de Campoo

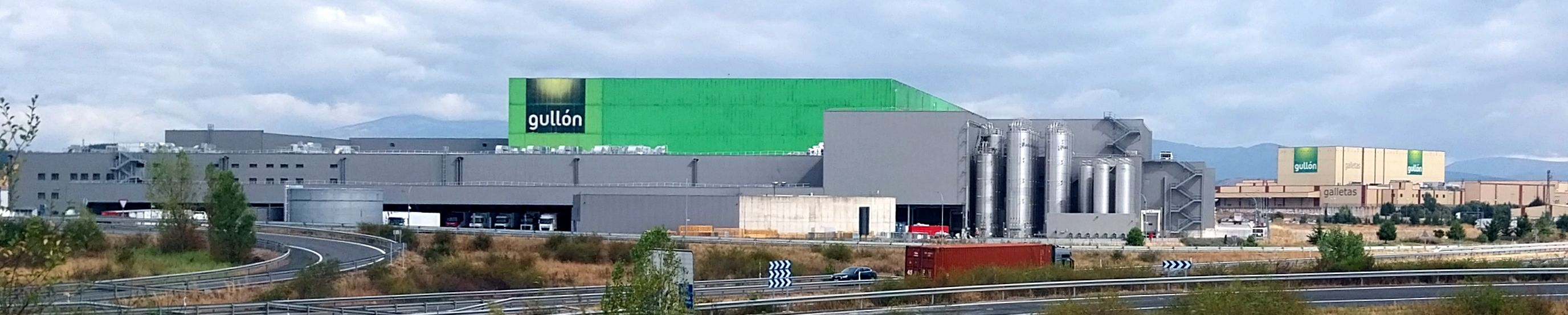
Panorámica de las fábricas de Gullón y Siro

Cabe reseñar las importantes revueltas en la primavera de 2003 cuando la multinacional United Biscuits, que había comprado la fábrica de Galletas Fontaneda cinco años antes, quiso cerrarla dejando sin trabajo a cerca de 300 personas (destacar que en el ERE de los años 90 ya hubo 300 despidos y que en la fábrica llegó a haber hasta 1000 obreros). Los trabajadores de Fontaneda recibieron el apoyo de toda la provincia, y su símbolo de una galleta en la que se leía "Fontaneda es de Aguilar" (la palabra AGUILAR estaba troquelada en todas las galletas María) recorrió toda España.
Esta actividad, que comenzó a partir de los reposteros locales que las elaboraban con el trigo de Castilla y el azúcar y otros productos de las antiguas colonias españolas, importados por el puerto de Santander, sigue constituyendo una de las principales industrias de Aguilar de Campoo.
Aguilar siempre ha estado muy vinculada a la industria alimentaria, pero también cabe destacar una empresa dedicada a la industria
química siendo de las más longevas de la villa. Colas loga y Adhesivos permanece instalada desde mediados de los años 1950, originariamente dedicada a la fabricación de jabones.
El municipio alberga también un importante embalse, el embalse de Aguilar, que ocupa una superficie próxima a las 1650 hectáreas y tiene una capacidad de 249 millones de metros cúbicos de agua. Este embalse permite la producción de energía eléctrica y la práctica de deportes náuticos.
El turismo cultural y rural se encuentra actualmente en una fase de gran expansión en este municipio y su comarca, como el FICA, Festival Internacional de Cortometrajes de Aguilar, que lleva ya más de veinte años llevándose a cabo por iniciativa del Ayuntamiento, o el veterano Encuentro Internacional de Artistas Callejeros (ARCA) que en agosto de 2009 celebró su quincuagésima edición.

## Administración y política
| Periodo   | Nombre                  | Partido |
| --------- | ----------------------- | ------- |
| 1979-1983 | Jesús Castro            | AP      |
| 1983-1987 | Jesús Castro            | AP      |
| 1987-1991 | Jesús Torre             | PSOE    |
| 1991-1995 | Jesús Castro            | PP      |
| 1995-1999 | Jesús Castro            | PP      |
| 1999-2003 | Javier Salido           | PSOE    |
| 2003-2007 | Javier Salido           | PSOE    |
| 2007-2011 | María José Ortega Gómez | PP      |
| 2011-2015 | María José Ortega Gómez | PP      |
| 2015-2019 | María José Ortega Gómez | PP      |
| 2019-2023 | María José Ortega Gómez | PP      |
| 2023-act. | María José Ortega Gómez | PP      |

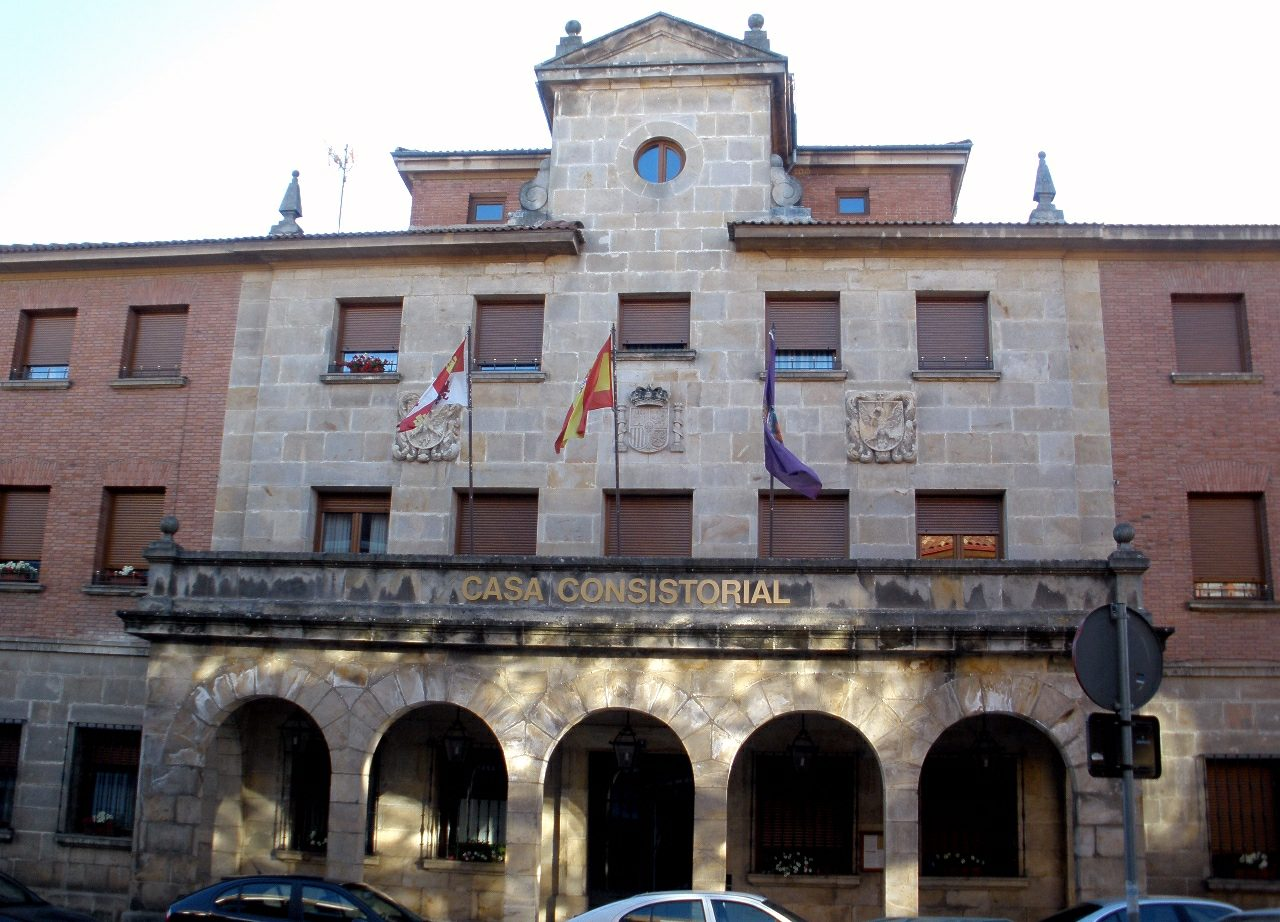
Casa consistorial

Distribución del Ayuntamiento tras las elecciones municipales de 2023:
| Partidos políticos en el Ayuntamiento de Aguilar de Campoo | Partidos políticos en el Ayuntamiento de Aguilar de Campoo | Partidos políticos en el Ayuntamiento de Aguilar de Campoo | Partidos políticos en el Ayuntamiento de Aguilar de Campoo | Partidos políticos en el Ayuntamiento de Aguilar de Campoo | Partidos políticos en el Ayuntamiento de Aguilar de Campoo |     |
| Partido político                                           | Candidato                                                  | Votos                                                      | %                                                          | +/-                                                        | Concejales                                                 | +/- |
| ---------------------------------------------------------- | ---------------------------------------------------------- | ---------------------------------------------------------- | ---------------------------------------------------------- | ---------------------------------------------------------- | ---------------------------------------------------------- | --- |
| PSOE                                                       | Cristina Párbole Martín                                    | 1525                                                       | 42,83 %                                                    | +13,62 %                                                   | 6                                                          | +2  |
| PP                                                         | María José Ortega Gómez                                    | 1490                                                       | 41,85 %                                                    | +8,63 %                                                    | 6                                                          | -2  |
| Vox                                                        | Ramón Ortega Ramírez                                       | 352                                                        | 9,88 %                                                     | +9,88 %                                                    | 1                                                          | +1  |
| Cs                                                         | Juan José Mangas Sánchez                                   | 146                                                        | 4,1 %                                                      | -4,1 %                                                     | 0                                                          | -1  |

### División administrativa
El municipio de Aguilar de Campoo está formado por las siguientes localidades:
| Nombre                  | Población (2024) |
| ----------------------- | ---------------- |
| Aguilar de Campoo       | 6182             |
| Barrio de San Pedro     | 9                |
| Barrio de Santa María   | 27               |
| Cabria                  | 42               |
| Canduela                | 29               |
| Cordovilla de Aguilar   | 20               |
| Corvio                  | 9                |
| Cozuelos de Ojeda       | 29               |
| Foldada                 | 16               |
| Gama                    | 10               |
| Grijera                 | 14               |
| Lomilla                 | 43               |
| Matalbaniega            | 5                |
| Matamorisca             | 37               |
| Mave                    | 53               |
| Menaza                  | 17               |
| Navas de Sobremonte     | 3                |
| Nestar                  | 57               |
| Olleros de Pisuerga     | 49               |
| Pozancos                | 16               |
| Puentetoma              | 11               |
| Quintanas de Hormiguera | 10               |
| Quintanilla de Corvio   | 3                |
| Renedo de la Inera      | 0                |
| Santa María de Mave     | 21               |
| Valdegama               | 6                |
| Vallespinoso de Aguilar | 22               |
| Valoria de Aguilar      | 46               |
| Villacibio              | 7                |
| Villanueva de Henares   | 22               |
| Villavega de Aguilar    | 36               |

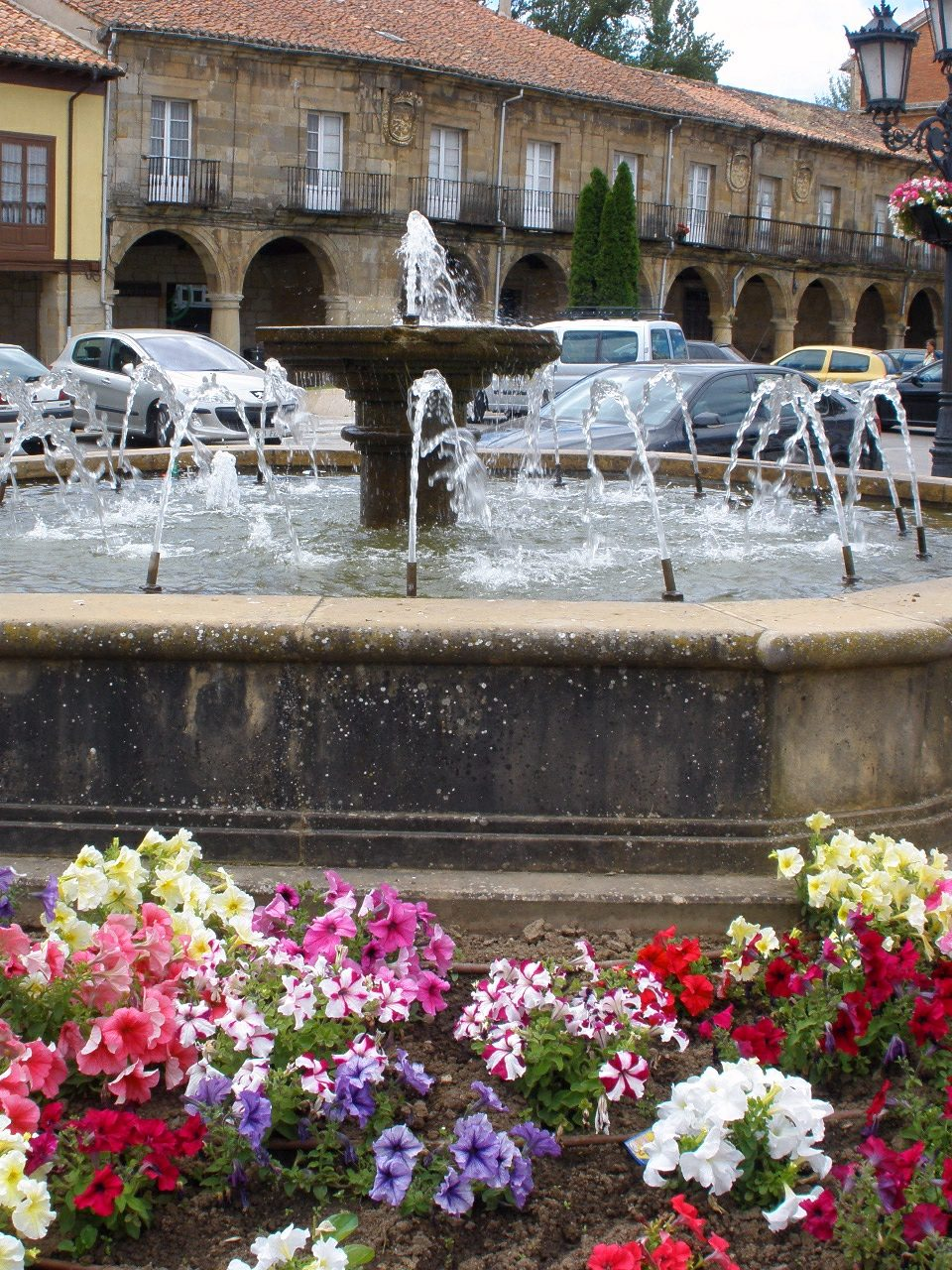
Plaza de España de Aguilar de Campoo

En el municipio se encuentran las siguientes entidades locales menores, a saber:
| - Barrio de San Pedro - Barrio de Santa María - Cabria - Canduela - Cordovilla de Aguilar - Corvio | - Foldada - Lomilla - Matalbaniega - Matamorisca - Mave - Menaza | - Nestar - Olleros de Pisuerga - Pozancos - Puentetoma - Vallespinoso de Aguilar | - Valoria de Aguilar - Villacibio - Villanueva de Henares - Villavega de Aguilar |  |

## Patrimonio

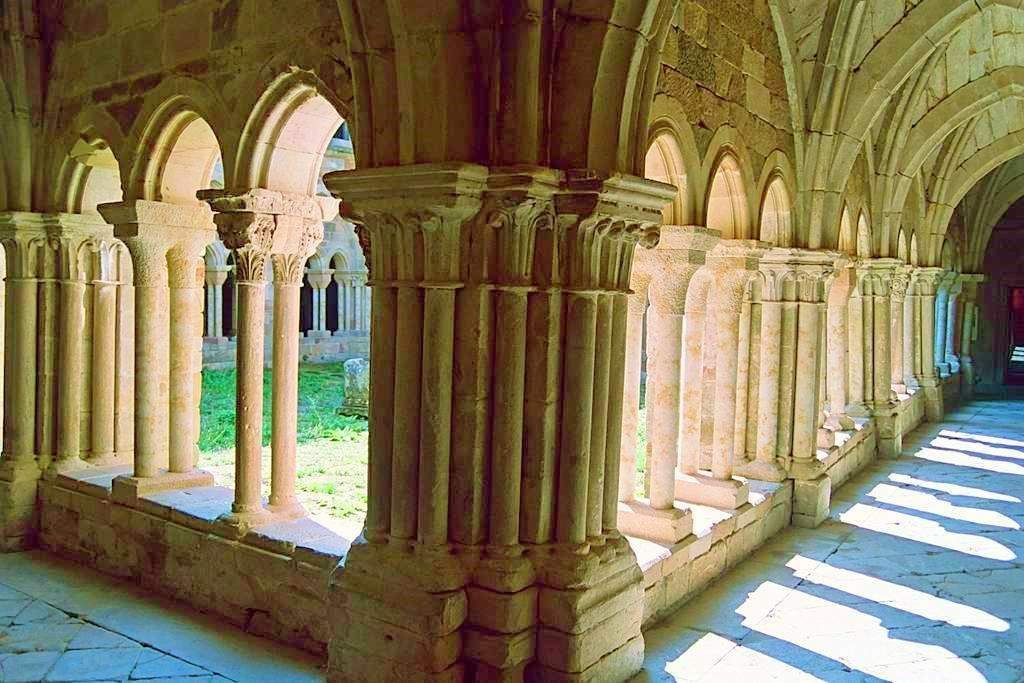
Claustro del Monasterio de Santa María la Real

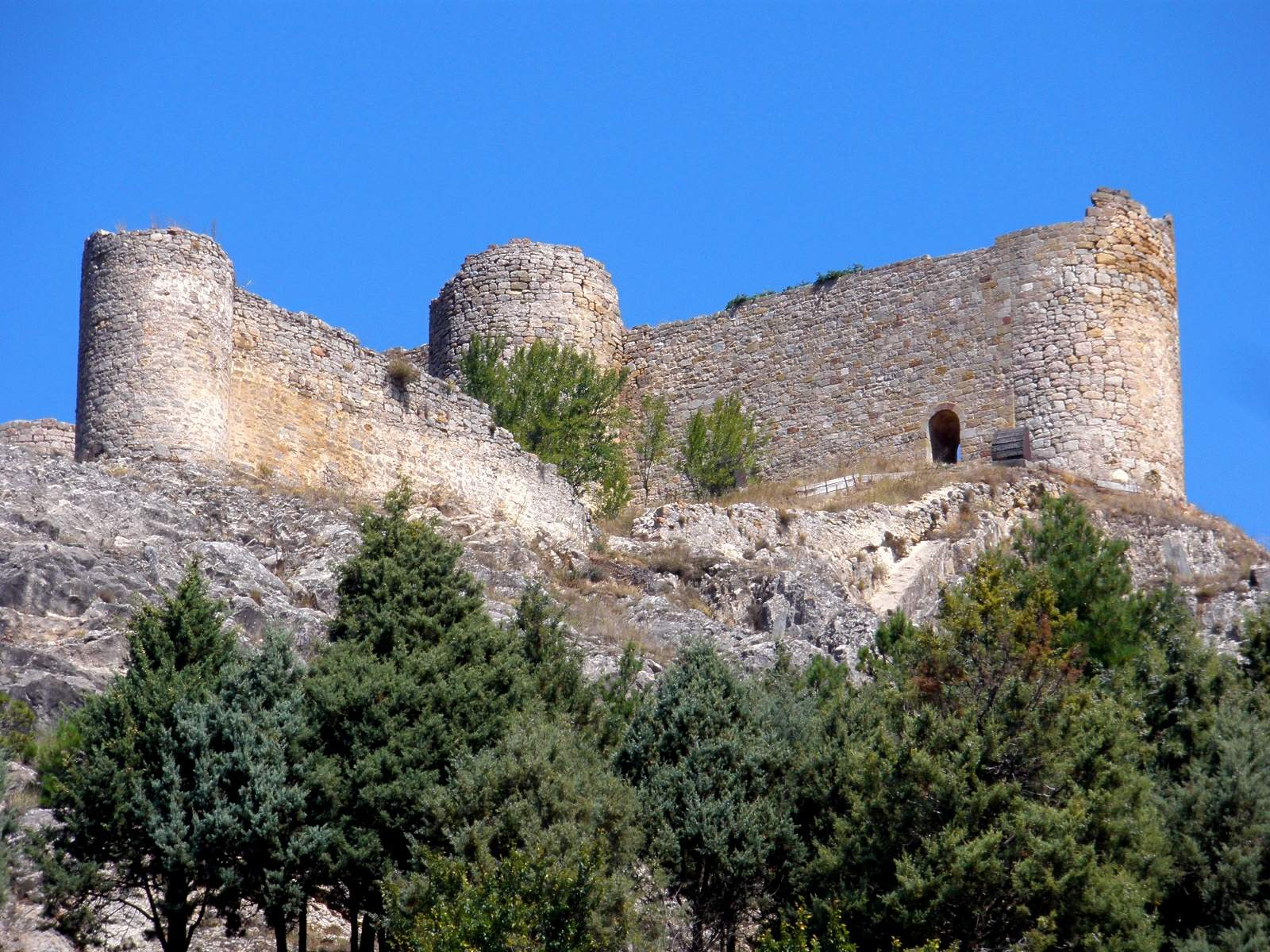
Castillo de Aguilar de Campoo

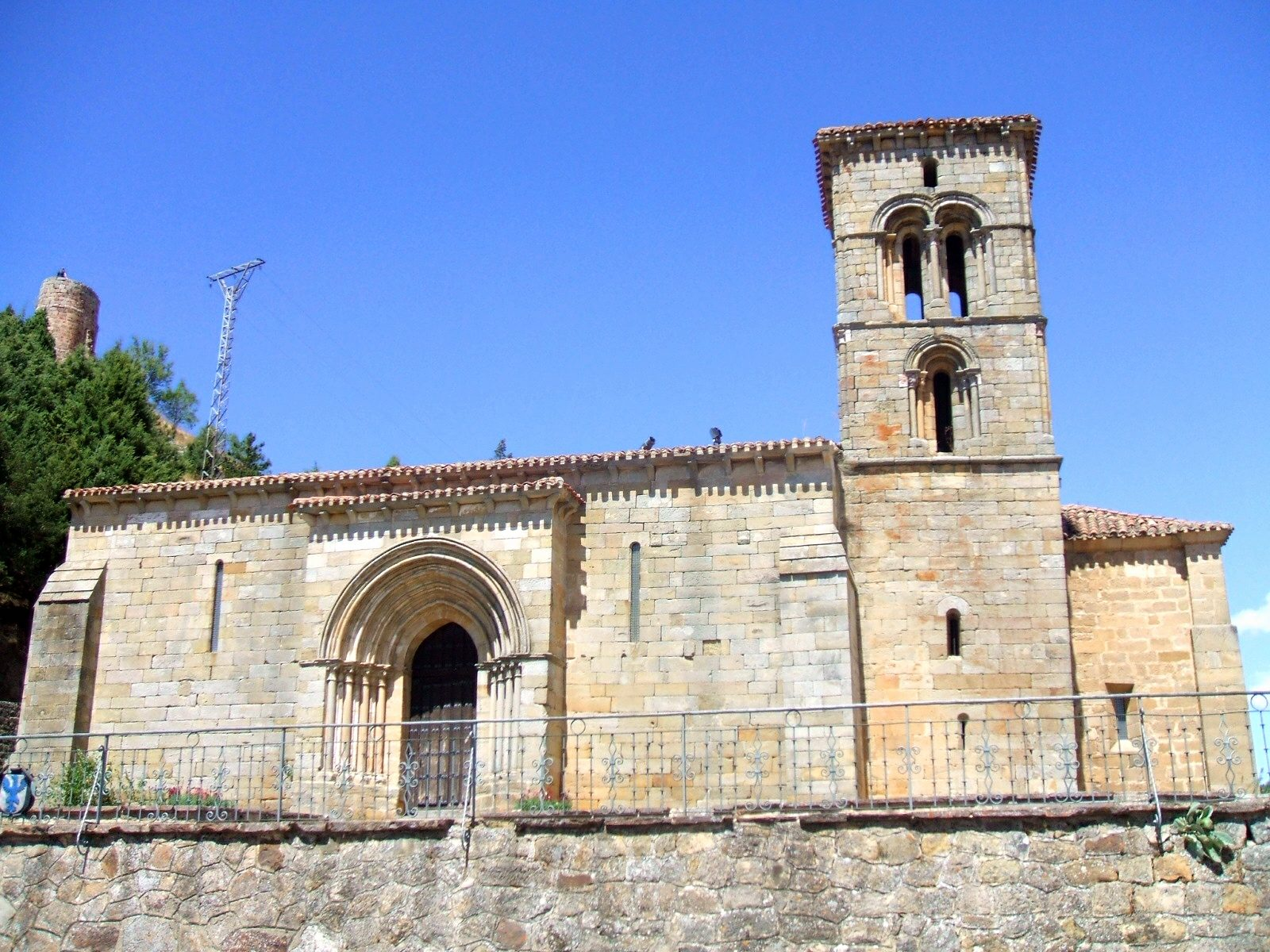
Iglesia de Santa Cecilia

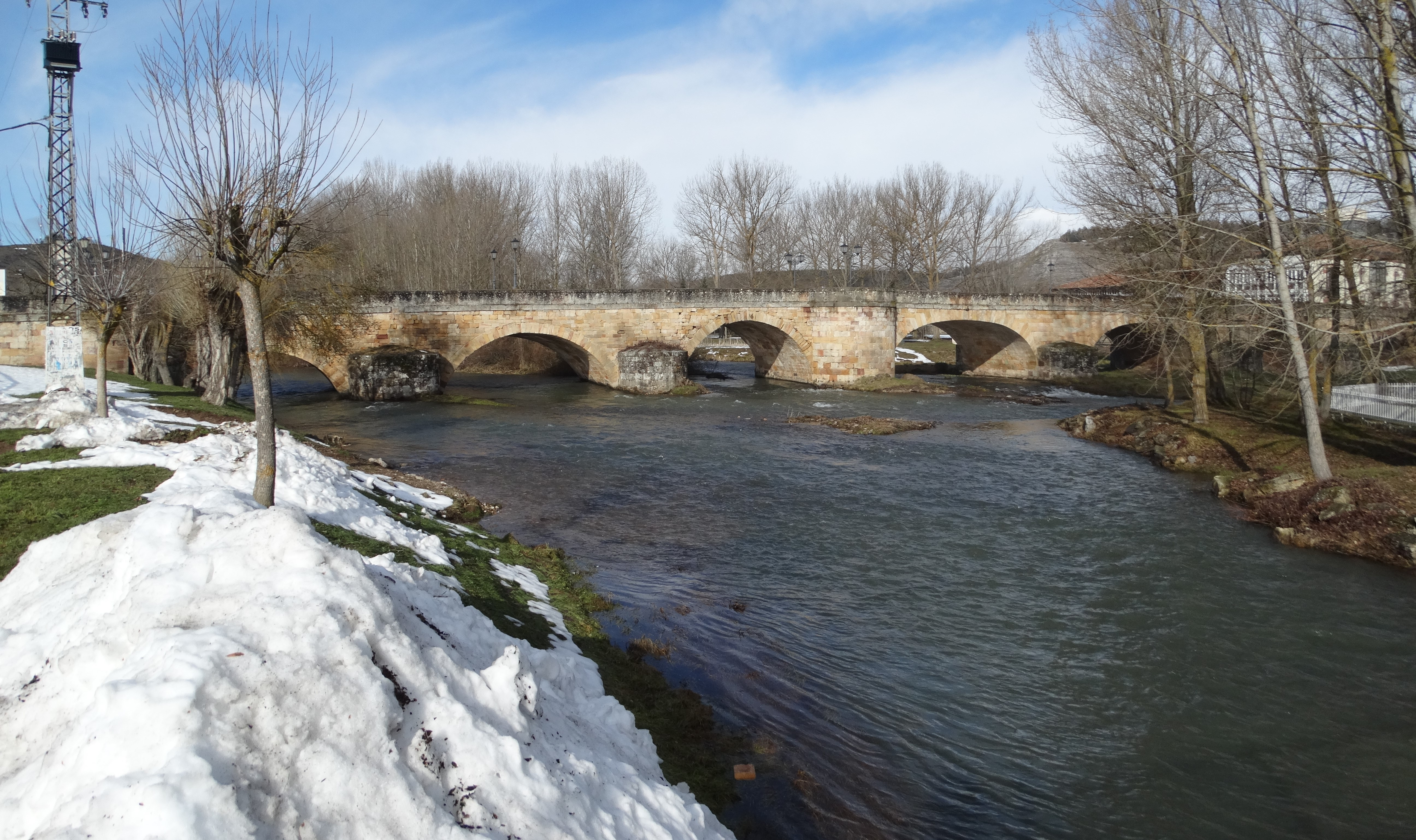
Puente Mayor sobre el río Pisuerga

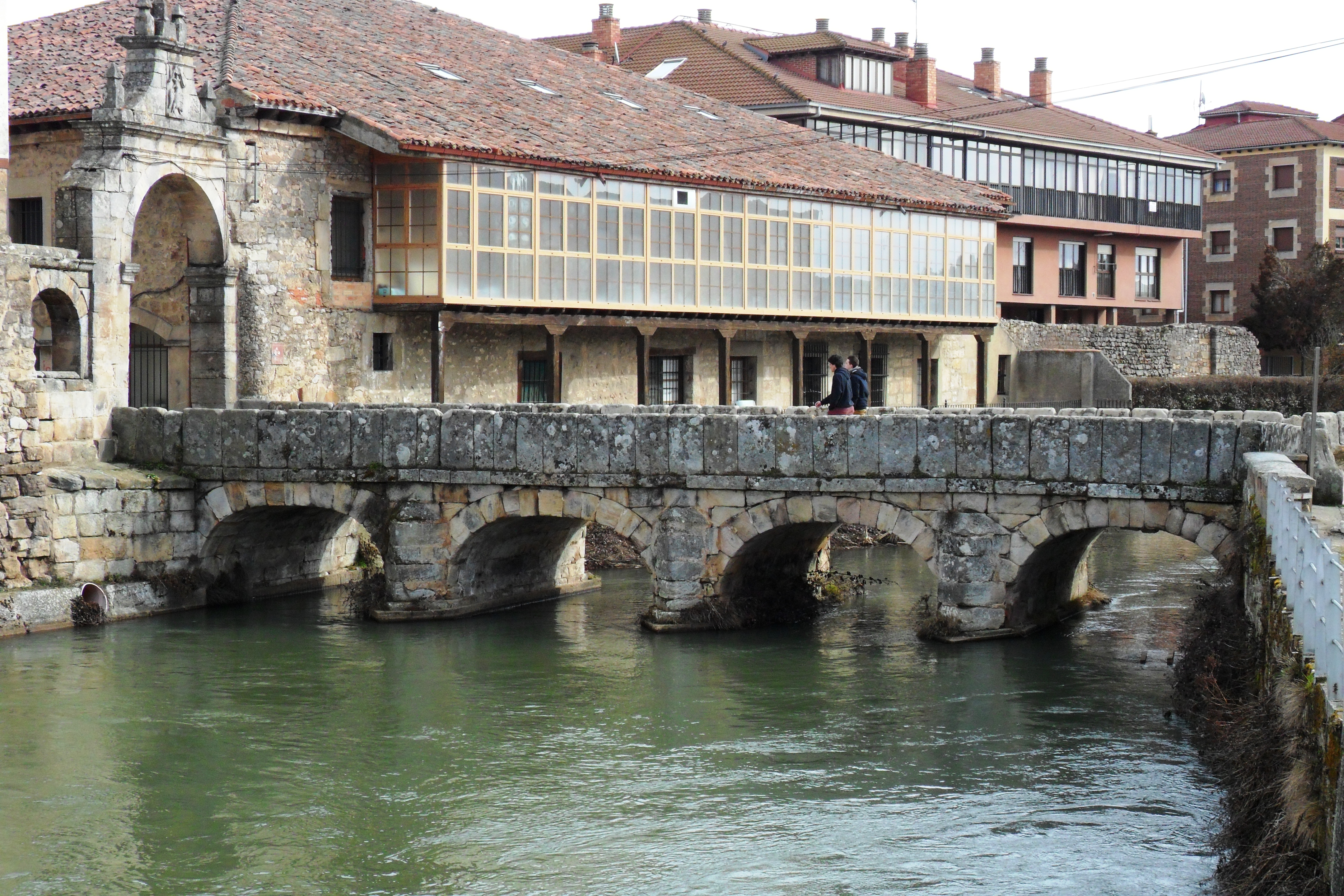
Puente del Portazgo sobre río Pisuerga

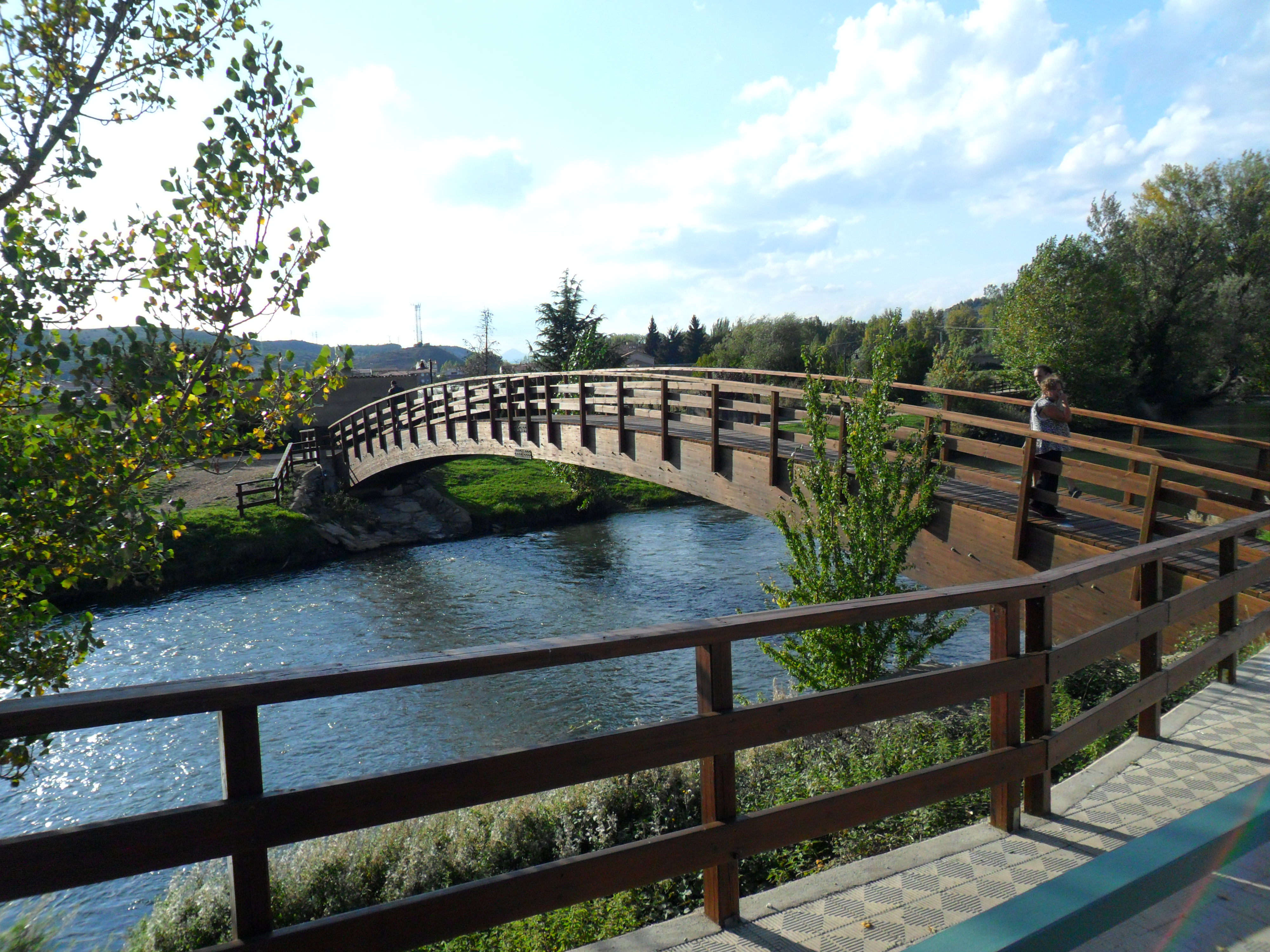
Pasarela del paseo del Loco

La villa de Aguilar de Campoo posee un importante patrimonio artístico y cultural en el que destacan muy notables edificaciones de carácter religioso, civil y militar de estilos románico, gótico y renacentista, así como las razonablemente bien conservadas ruinas de elementos defensivos y militares. La villa de Aguilar de Campoo fue declarada conjunto histórico-artístico el 20 de enero de 1966. Entre sus edificaciones destacan:
Monasterio de Santa María la Real
Antiguo cenobio de la orden Premonstratense, que acoge la sede de la Fundación homónima, el Centro de Estudios del Románico y el Museo del Territorio y del Románico.
Colegiata de San Miguel
Castillo medieval
Murallas medievales
Se conservan aún seis de la siete puertas que en origen tuvo la villa. Estas son la Puerta de Reinosa (conserva una lápida hebrea), la de la Tobalina, la de Barbacana o paseo Real, la del Portazgo, la de la Cascajera y la de San Roque.
Plaza Mayor
Además de la Colegiata, se encuentran varios palacios, entre ellos el de los Marqueses de Aguilar (de estilo barroco), el de los Fontaneda, casonas de estilo señorial cántabro (con amplias galerías mirando hacia el sur), la casa de los Siete Linajes, etc.
Palacio de los Marqueses de Aguilar de Campoo
Se conserva una de sus alas.
Iglesia de Santa Cecilia
Monumento Nacional.
Monasterio de Santa Clara
Monumento Nacional.
Iglesia de Santa Clara
Puentes sobre el río Pisuerga
Cabe destacar el Puente Mayor y el puente del Portazgo, ambos de origen medieval; el puente del Molino Turruntero; el puente de las Tenerías; y el puente de la Teja. Además de otros de moderna construcción como la bonita pasarela de madera que conecta el paseo del Soto y el polideportivo con el paseo del Loco montada a finales de diciembre de 2008 sobre el cuérnago del Pisuerga.

### Patrimonio geológico
La UNESCO ha declarado al espacio geográfico de Las Loras –ubicado en las provincias de Palencia y Burgos– nuevo geoparque, tras la reunión de su Comité Ejecutivo celebrado el 5 de mayo de 2017.
De esta manera, el espacio de Las Loras se convierte en el primer geoparque de Castilla y León –y el undécimo de toda España– y entra a formar parte de la Red Mundial de la UNESCO.

## Deportes
El equipo de fútbol del municipio, el C. D. Aguilar, milita la temporada 2012/13 en el Grupo VIII de la tercera división de España.